# Embalse de Kinguele
El embalse de Kinguele, situado en las cataratas de Kinguele, está en el río Mbei, en Gabón, cerca de Kango (45 km) y a unos 150 km al oeste de Libreville, la capital del país. La presa solo tiene 2 m de altura, con tres puertas de 24,2 m de anchura y otras dos de 14,3 m. Las turbinas tienen una potencia de 57,6 MW. La construcción fue totalmente francesa, tanto la presa (EDF), como la central (TRINDEL).
La catarata de Kinguele (0° 30′ N, 10° 20′ E), a 25 km de la desembocadura del Mbei en el río Komo, está formada por tres saltos, el superior de 35 m y el inferior de 45 m, aunque el río continúa formando saltos de agua durante unos dos kilómetros.
El complejo hidroeléctrico fue construido entre 1969 y 1973, con el fin de suministrar electricidad a Libreville, junto con el embalse de Tchimbele o Tchimbelé. La visita a este embalse, a 3 h en todo terreno de Libreville, y al cercano de Tchimbele, a 1 h de distancia, necesitan la autorización de la SEEG. Ambos embalses se encuentran en el parque nacional de los Montes de Cristal, que alberga el lago Mbei, en el río del mismo nombre.

## Centrales hidroeléctricas de Gabón
Hasta 2009, en Gabón solo hubo tres centrales hidroeléctricas: la del embalse de Kinguele (Kinguélé), la del embalse de Tchimbele (Tchimbélé) y las de Poubara (dos centrales en una con 38 MW conjuntos). En 2009, el presidente Ali Bongo Ondimba decide la construcción de otras tres centrales: el embalse de la Emperatriz (en las cataratas del río Ngounié, en el sur), el embalse de Fé 2 (en Woleu-Ntem, al norte) y el embalse de Grand Poubara inaugurado en 2013 con 160 MW, además de las centrales térmicas de Alénakiri y Port Gentil.